# 戴爾 (內華達州)
戴爾（英語：Dyer）是位於美國內華達州埃斯梅拉達縣的普查規定居民點。

## 歷史
戴爾的郵局自1889年營運至今。

## 人口
根據2020年美國人口普查的數據，戴爾的面積為91.25平方千米，當中陸地面積為91.01平方千米，而水域面積為0.23平方千米。當地共有人口232人，而人口密度為每平方千米2.54人。